# Angiopolybia pallens
Angiopolybia pallens är en getingart som först beskrevs av Amédée Louis Michel Lepeletier 1836.  Angiopolybia pallens ingår i släktet Angiopolybia och familjen getingar. Inga underarter finns listade i Catalogue of Life.